# Bande (Ourense)
Bande ist eine spanische Gemeinde (Concello) mit 1.473 Einwohnern (Stand: 2024) in der Provinz Ourense der Autonomen Gemeinschaft Galicien.

## Geografie
Bande liegt am südlichen Rand der Provinz Ourense nahe der Grenze zu Portugal, ca. 35 Kilometer südwestlich der Provinzhauptstadt Ourense.
Umgeben wird Bande von den fünf Nachbargemeinden:
|         | Verea                                       | Rairiz de Veiga |
| Lobeira | Kompassrose, die auf Nachbargemeinden zeigt | Porqueira       |
|         | Muíños                                      |                 |

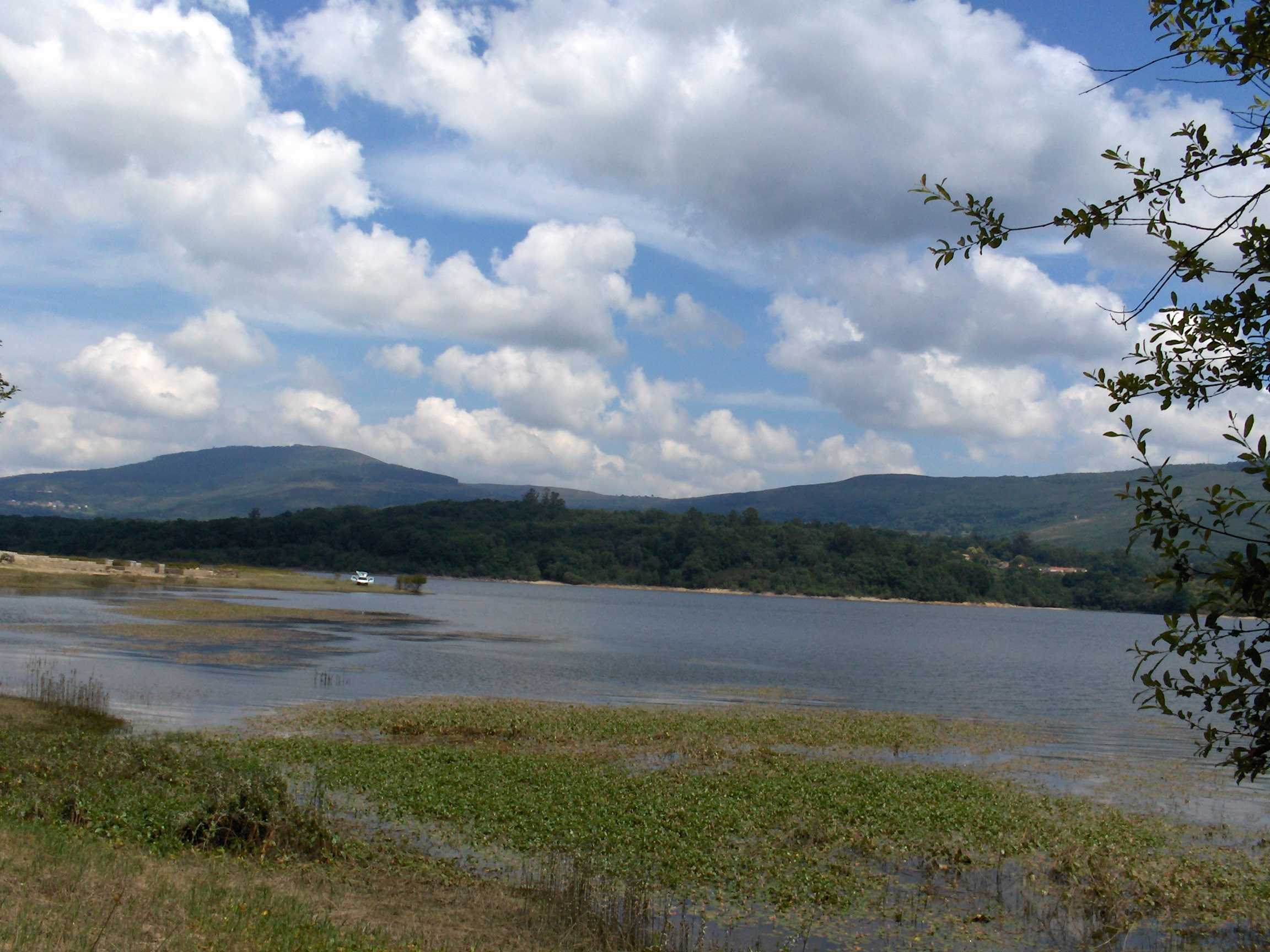
Blick auf die Conchas-Talsperre in der Parroquia Os Baños

Der Fluss Lima bildet abschnittsweise die natürliche Grenze zu den Nachbargemeinden Porqueira und Muíños, wo er durch die Talsperre Conchas aufgestaut wird. Der Río Cadós, an seinem Oberlauf auch Río do Foxo ou dos Cochas genannt, durchquert das Gebiet der Gemeinde, bevor er im Stausee in den Lima mündet. Das Oberflächenrelief ist bis auf die Flusstäler durchweg gebirgig mit Höhen nicht unter 600 m. Höhere Erhebungen sind beispielsweise der Outeiro das Mos 1151 m im äußerten Westen oder der Fuensanta 1089 m im Norden des Gemeindegebiets.
Ein Teil des Gemeindegebiets liegt im Naturpark Baixa Limia - Serra do Xurés, der 1993 zum Schutz des natürlichen, landschaftlichen, orografischen, ethnografischen und archäologischen Reichtums des Gebiets deklariert wurde. Die UNESCO deklarierte 2009 den Naturpark als Teil des grenzübergreifenden Biosphärenreservats Gerês-Xurés.

## Bevölkerungsentwicklung der Gemeinde
Nach einem Anwachsen der Gemeindegröße auf über 6000 Einwohner zu Beginn des 20. Jahrhunderts sank die Zahl der Bevölkerung in der Folgezeit bis unter 1500.
| Männer | Alterstufe | Frauen |
| ------ | ---------- | ------ |
| 1      | 100+       | 2      |
| 3      | 95–99      | 19     |
| 21     | 90–94      | 41     |
| 37     | 85–89      | 57     |
| 49     | 80–84      | 66     |
| 76     | 75–79      | 73     |
| 79     | 70–74      | 76     |
| 66     | 65–69      | 64     |
| 63     | 60–64      | 55     |
| 54     | 55–59      | 40     |
| 39     | 50–54      | 50     |
| 48     | 45–49      | 36     |
| 46     | 40–44      | 23     |
| 40     | 35–39      | 33     |
| 38     | 30–34      | 25     |
| 19     | 25–29      | 21     |
| 27     | 20–24      | 18     |
| 14     | 15–19      | 16     |
| 12     | 10–14      | 9      |
| 15     | 5–9        | 2      |
| 8      | 0–4        | 9      |

Am 1. Januar 2021 waren ca. 45 % der Bevölkerung (rund 50 % der Männer, rund 41 % der Frauen) im erwerbsfähigen Alter (20–64), während dieser Wert für ganz Spanien ca. 61 % betrug.
Eine erhebliche und fortschreitende Überalterung der Bevölkerung der Gemeinde zeigt folgende Tabelle, bei der das Verhältnis von Gruppen von älteren Personen mit Gruppen von Personen der jüngeren Generation verglichen wird:
| Alter | Anzahl Personen | Alter | Anzahl Personen | Provinz | Galicien | Spanien |
| ----- | --------------- | ----- | --------------- | ------- | -------- | ------- |
| 60–64 | 100             | 20–24 | 38              | 51      | 58       | 79      |
| 55–59 | 100             | 15–19 | 32              | 49      | 57       | 71      |
| 50–54 | 100             | 10–14 | 24              | 50      | 56       | 68      |

## Gemeindegliederung
Die Gemeinde Amoeiro ist in zwölf Parroquias gegliedert:
| Parroquias  | Patrozinium   | Einwohner 2024 | Fläche km² | Dichte Einw./km² | Höhe msnm | Ortskennzahl |
| ----------- | ------------- | -------------- | ---------- | ---------------- | --------- | ------------ |
| Bande       | San Pedro     | 845            | 27,26      | 31               | 732       | 32006010000  |
| Os Baños    | San Xoán      | 43             | 5,22       | 8                | 590       | 32006020000  |
| Cadós       | Santiago      | 60             | 6,76       | 9                | 763       | 32006030000  |
| Calvos      | Santiago      | 91             | 11,76      | 8                | 866       | 32006040000  |
| Carpazás    | San Pedro     | 46             | 7,66       | 6                | 698       | 32006050000  |
| Corvelle    | Santa María   | 83             | 13,37      | 6                | 905       | 32006060000  |
| Garabelos   | San Xoán      | 28             | 3,30       | 8                | 620       | 32006070000  |
| Güín        | Santiago      | 36             | 3,79       | 9                | 668       | 32006080000  |
| Nigueiroá   | Santiago      | 46             | 3,10       | 15               | 612       | 32006090000  |
| O Ribeiro   | San Pedro Fiz | 69             | 6,50       | 11               | 706       | 32006100000  |
| Santa Comba | San Trocado   | 113            | 6,54       | 17               | 600       | 32006110000  |
| Vilar       | San Pedro Fiz | 22             | 3,72       | 6                | 756       | 32006120000  |

Der Sitz der Gemeinde befindet sich in Bande in der gleichnamigen Parroquia.

## Sehenswürdigkeiten

### Archäologischer Park Monte Grande
Zahlreiche archäologische Überreste sind zwischen den verschiedenen Hügeln mit großer Waldvielfalt verstreut. Perfekt an die Landschaft angepasst, zeigen sie sich an Fundstätten, die einen langen Zeitraum abdecken, der von der Vorgeschichte bis zum Mittelalter reicht. Hervorzuheben sind megalithischen Nekropolen, Petroglyphen, Castros und Wolfsgruben.

### Archäologischer Komplex Aquis Querquernnis

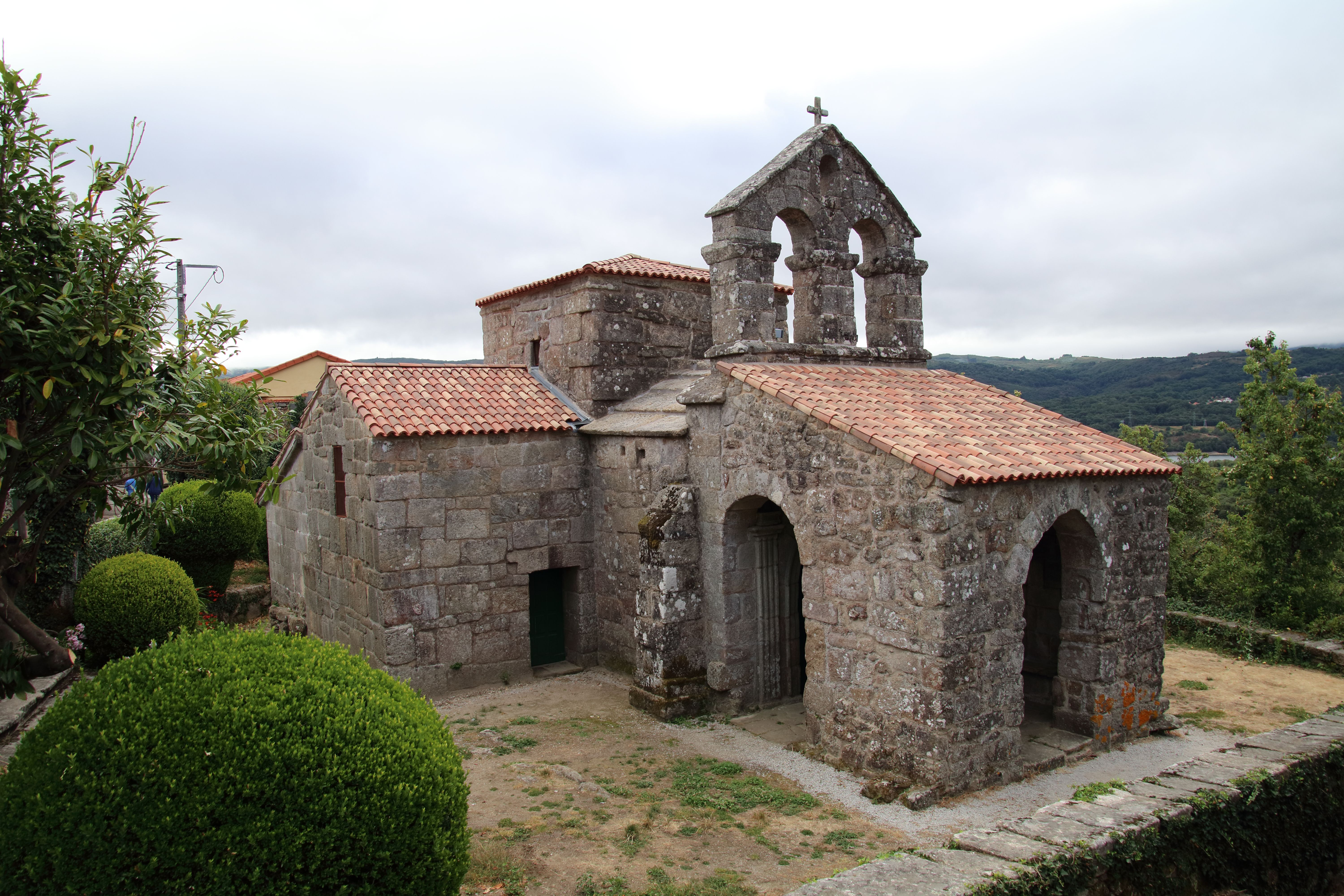
Kirche Santa Comba
Weitere Bilder

Die Siedlung, die zur antiken römischen Provinz Lusitania, später zur Provinz Gallaecia gehörte, befand sich auf halbem Weg zwischen der alten Via XVIII der Reiseroute von Antoninus oder der Via Nova, die Bracara Augusta, dem heutigen Braga, mit Asturica Augusta, dem heutigen Astorga, verband.
Neben dieser Straße befindet sich die archäologische Stätte von Aquis Querquennis, die je nach Höhe des Stausees ganz oder teilweise zugänglich ist. Sie wurde 2018 zum B.I.C. (Kulturgut) erklärt.
Die Stätte besteht aus:
- Römisches Militärlager

Das römische Lager der Kohorte III der Legio VII Gemina war eines der militärischen Zentren, von denen aus der Bau dieser Straße aktiviert wurde. Bis heute wurden etwa 200 Meter Umfassungsmauer mit ihren aufeinanderfolgenden und abwechselnden Türmen sowie zwei wichtigen Toren, der Porta Principalis Sinistra (Linkes Haupttor) und der Porta Decumana (Westtor), abgesehen von einem kleinen Abschnitt des Grabens, ausgegraben und ganz oder teilweise zusammengefügt.
- Herrenhaus

Es war eine kleine Unterkunft oder ein Rastposten für Reisende, die die Straße bereisten, wurde ausgegraben, was wie ein Hotelgebäude mit seiner großen überdachten Terrasse aussieht, mit einem Bäckereiofen in einer der Ecken, einem Sektor für die Zimmer und einer nahe gelegenen Außenterrasse, die mit dem entsprechenden Brunnen ausgestattet ist, um den Transporttieren und den Reittieren zu trinken zu geben.
- Thermalbad

Großzügige heiße Quellen sprießen ungestüm zwischen den Überresten eines Spas. Dies sind hyperthermale Mineralwässer mit einer Durchschnittstemperatur von 45 °C, ein grundlegendes physikalisches Merkmal, das zusammen mit seinen mineralisierenden Elementen seine therapeutischen Indikationen bestimmte.

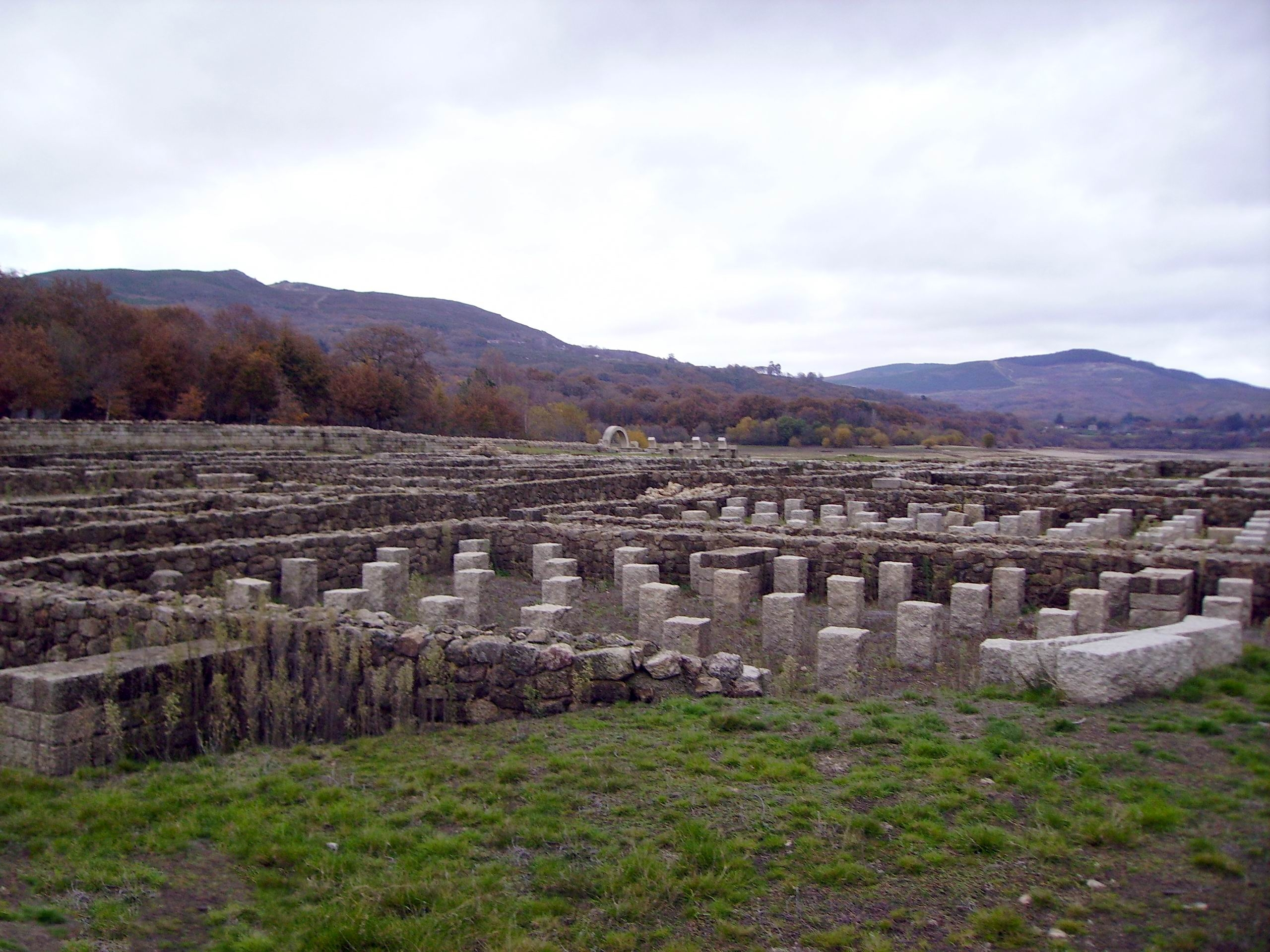
Archäologischer Komplex Aquis Querquernnis
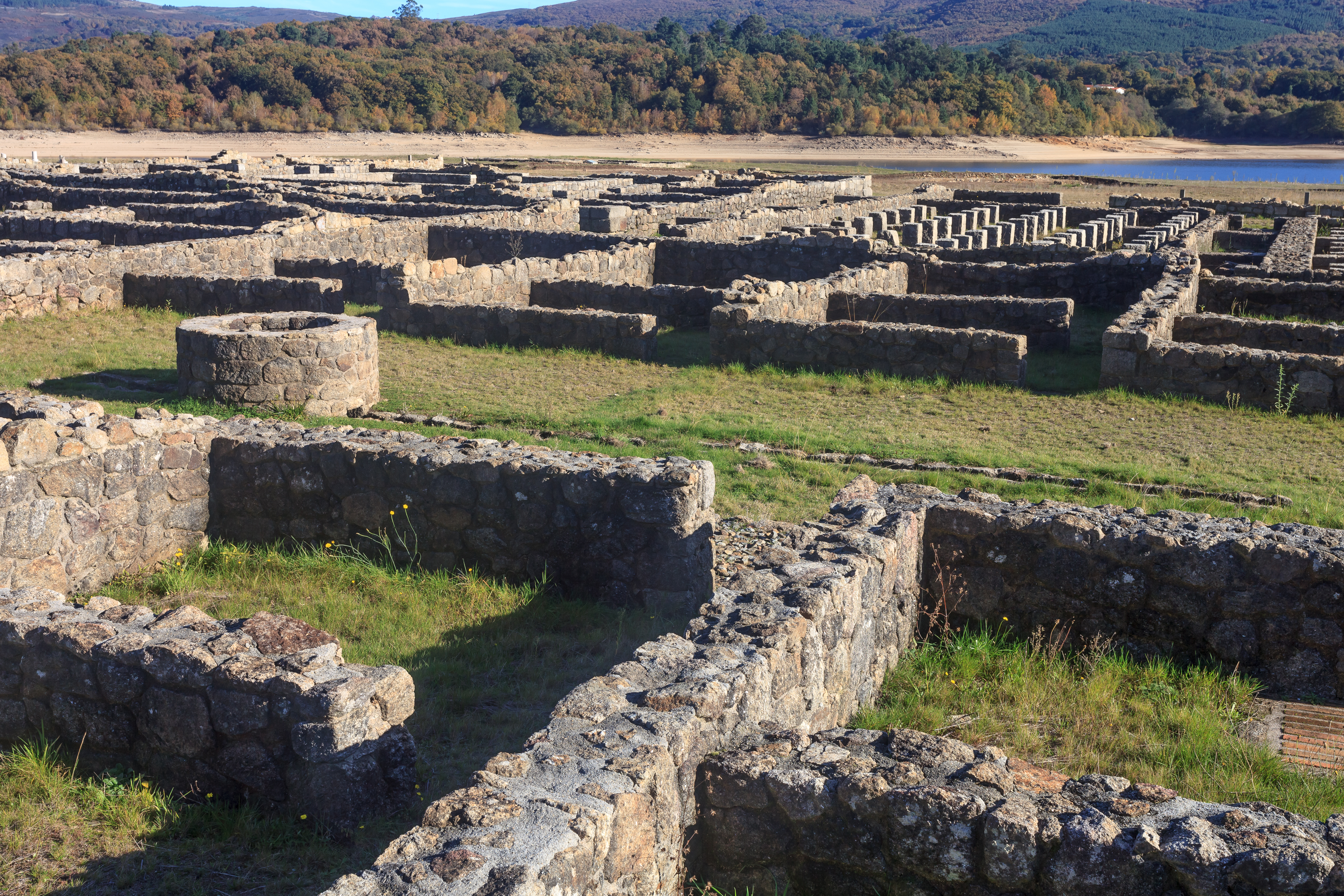
Weitere Bilder

### Santa Comba de Bande
Santa Comba de Bande ist eine vorromanische Kirche aus westgotischer Zeit, im Jahr 1921 zum Kulturdenkmal (Bien de Interés Cultural) erklärt.

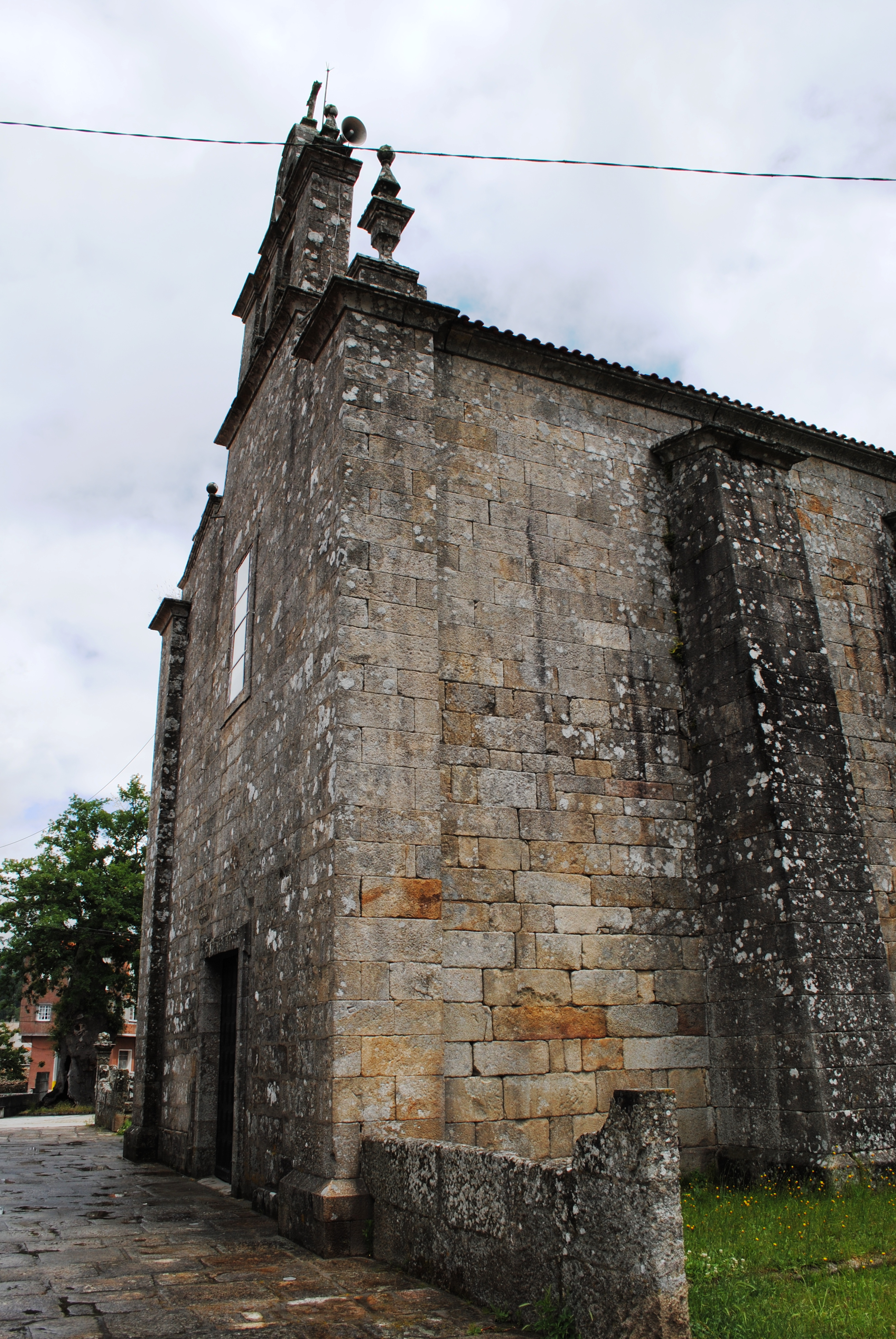
Kirche San Pedro de Bande

### Kirche San Pedro de Bande
Die Pfarrkirche San Pedro de Bande aus dem 18. Jahrhundert ist barock und befindet sich im Hauptort der Gemeinde. Ihr Äußeres ist von robuster und nüchterner Architektur, was ihr eine starke Ausstrahlung verleiht, die durch den Bau des Pfarrhauses verstärkt wird.
An der grünen Vorhalle zur Kirche und zum Pfarrhaus stehen drei Eichen, die im „Katalog der einzigartigen Bäume Galiciens“ aufgeführt sind und nach volkstümlicher Tradition die Zeit für die Aussaat von Kartoffeln anzeigen (mittlere Eiche) von Mais (nördliche Eiche) und Bohnen (südliche Eiche).

## Wirtschaft
| Ackerbau, Viehzucht und Fischerei                                                  | 032  | 08,70  |
| Industrie                                                                          | 022  | 05,98  |
| Bauwirtschaft                                                                      | 0410 | 011,14 |
| Dienstleistungsbetriebe                                                            | 273  | 074,18 |
| Total                                                                              | 368  | 100,00 |
| * Daten aus dem Statistischen Amt für Wirtschaftliche Entwicklung in Galicien, IGE |      |        |

## Verkehr
Die Gemeinde liegt fernab von Fernverkehrsstraßen. Die Provinzstraße OU-540 führt südwärts über die portugiesische Grenze, nordwärts über Verea nach Ourense. Die Provinzstraße OU-1212 verbindet die Gemeinde mit Lobeira, die Provinzstraße OU-1201 mit Muíños, die Provinzstraße OU-301 mit Porqueira.